# Julia Sinédia-Cazour
Julia Sinédia-Cazour (12 de julho de 1892 – 6 de outubro de 2005) foi uma supercentenária reunionense.

## Biografia
Julia nasceu em 12 de julho de 1892 em Reunião (departamento ultramarino da França). Julia casou-se com Pierre Sinédia em 1915 e teve dois filhos.
Marcada por uma forte convicção religiosa, Julia era uma mulher muito devotada que caminhou regularmente para a missa até aos 98 anos de idade. Ela também foi uma valente ativista política e militante do Partido Comunista da Reunião. Sua carreira profissional abrangeu uma série de empregos, incluindo períodos de trabalho nos campos, como empregada doméstica para proprietários aristocráticos, como costureira e como cenfermeira no Hospital Saint Louis.
Aos 112 anos, Julia ainda permaneceu lúcida, manteve uma excelente lembrança e ficou a par das novidades. Sua longevidade pode ser parcialmente atribuída a um otimismo pessoal: "Este é alguém que deu muito amor em sua vida e que sempre é positivo", disse um dos enfermeiros em seu lar de idosos. "Ela tem valores familiares muito fortes. Ela é modesta, devota, mostra sabedoria e solidariedade com outros moradores do lar de idosos". Julia sobreviveu aos dois filhos.
Julia faleceu na Reunião, França, em 6 de outubro de 2005, aos 113 anos e 86 dias. No momento da sua morte, Julia foi a pessoa africana mais verificada velha e a segunda pessoa viva francesa mais velha, depois de Camille Loiseau. O seu recorde de longevidade africana foi quebrado por Maria Diaz em 2011, mas continua ela sendo a pessoa mais velha nascida em Reunião.